# Alfred Naujocks
Alfred Helmut Naujocks (Kiel, 20 de septiembre de 1911-Hamburgo, Alemania; 4 de abril de 1966). Oficial de la SS nazi, es el hombre que, según algunos historiadores, y su posterior publicación propia, ejecutó la operación de comando que desencadenó la Segunda Guerra Mundial.

## Comando SS
Estudió ingeniería en Kiel y luego y se unió a fuerzas clandestinas del NSDAP para efectuar redadas y actos violentos. En 1930, Naujocks se unió al Partido Nazi con el número de ficha 624.279 y a las SS, con el número 26.240. Desde muy joven fue asignado como ayudante a la oficina del Sicherheitsdienst o SD, a las órdenes directas del SS Obergruppenführer Reinhard Heydrich.
Fue responsable ejecutivo del asalto a la torre de Radio en Gleiwitz (atribuido a los polacos). Este asalto fue efectuado bajo las órdenes directas de Reinhard Heydrich y Heinrich Müller, el jefe del Sicherheitsdienst o SD y la Gestapo, respectivamente. Este asalto tuvo como consecuencia que la Alemania nazi tuviese una excusa para declarar la guerra a Polonia e invadirla, lo cual, por el pacto de ayuda mutua que habían firmado Polonia, Francia y Reino Unido causó el inicio de la Segunda Guerra Mundial. 
Durante la noche del 8-9 de noviembre de 1939 participa en el Incidente de Venlo que fue una operación encubierta del servicio de seguridad alemán (Sicherheitsdienst, SD) ingeniado para capturar a dos agentes del Servicio de Inteligencia Secreto británico MI6, lo que le merece la Cruz de Hierro entregada por el propio Adolf Hitler. En 1941, Naujocks estuvo envuelto en un caso de corrupción en Holanda por vender, en complicidad con el SS Hauptsturmführer Sanner de la Amt VI de la Oficina Central de Seguridad del Reich, pasaportes arios a  judíos holandeses por 40 000 Reichsmarks cada uno.  
Sanner fue expulsado del NSDAP y de la SS y enviado a un campo de concentración, Naujocks fue "protegido" por el SS Reichsführer Heinrich Himmler quien, sin embargo, lo retiró del SD y lo reasignó a un  batallón disciplinario de la SS siendo enviado al frente ruso. 
En 1943, aún sobrevivía en el Frente Ruso y fue asignado a los Países Bajos.  
En 1944 fue Administrador de Finanzas de una unidad de la SS en Bélgica. En octubre de 1944, desertó de la SS y se entregó a las autoridades militares norteamericanas, quienes lo encerraron en un campo de prisioneros de guerra.

## Vida final
Fue enjuiciado en los Juicios de Núremberg por sus acciones en la matanza en la torre de Radio en Gleiwitz y declaró que actuaba bajo órdenes superiores y recibió una pena considerada leve de 5 años de reclusión que fue conmutada. Después de la guerra trabajó como hombre de negocios en Hamburgo, donde también vendió su historia a los medios como el hombre que inició la guerra. 
Se le imputó ayudar a Otto Skorzeny con la organización secreta "ODESSA" que favorecía la migración de los oficiales SS a Latinoamérica para evitar su enjuiciamiento. Cuando se le iban a imputar nuevos juicios por crímenes de guerra a Naujocks, este falleció en Hamburgo de un ataque al corazón el 4 de abril de 1966, en Alemania.

## Promociones en la SS
- SS Sturmbannführer (Mayor),
- SS Haupsturmführer (Capitán), el 12 de septiembre de 1937.
- SS Obersturmführer (Teniente), el 20 de abril de 1936.
- SS Untersturmführer (Subteniente), el 24 de enero de 1935.